# Maria Filatova
Pour les articles homonymes, voir Filatova.
Maria Ievguenievna Filatova (russe : Мария Евгеньевна Филатова), née le 19 juillet 1961 à Leninsk-Kouznetski (RSFS de Russie), est une gymnaste artistique soviétique.

## Palmarès

### Jeux olympiques
- Montréal 1976
  -  médaille d'or au concours par équipes

- Moscou 1980
  -  médaille d'or au concours par équipes
  -  médaille de bronze aux barres asymétriques

### Championnats du monde
- Strasbourg 1978
  -  médaille d'or au concours par équipes

- Fort Worth 1979
  -  médaille d'argent au concours par équipes

- Moscou 1981
  -  médaille d'or au concours par équipes
  -  médaille d'argent au concours général individuel

### Championnats d'Europe
- Prague 1977
  -  médaille d'or au sol
  -  médaille de bronze à la poutre